# Lloyd Free
Pour les articles homonymes, voir Free.
World B. Free (né Lloyd Bernard Free le 9 décembre 1953 à Atlanta, Géorgie) est un ancien joueur américain de basket-ball de NBA de 1975 à 1988. Free était connu sous les surnom de "Prince of Midair" ou "All-World".
Il évolue sous les couleurs des Clippers de San Diego, des Sixers de Philadelphie, des Warriors de Golden State, des Cavaliers de Cleveland et des Rockets de Houston en National Basketball Association. Il a acquis son nom à Brooklyn, où un ami le surnomma "World" à cause de sa détente verticale de 1,10 m et ses dunks à 360 degrés. Il est connu pour prendre des shoots risqués et pour son jeu flamboyant.

## Biographie
Free joue au lycée Canarsie à Brooklyn, New York avant d'intégrer Guilford College en Caroline du Nord. Lors de son année freshman, il mène l'équipe de Guilford au titre de champion NAIA et est nommé MVP du tournoi NAIA.
Le 29 mai 1975, il est drafté au second tour, à la 23e position par les Sixers de Philadelphie.
Le 12 octobre 1978, il est transféré aux Clippers de San Diego contre un premier tour de draft 1984 (Charles Barkley est sélectionné).
Lors des saisons 1978-1979 et 1979-1980, George Gervin et Free terminent numéro 1 et 2 au classement des marqueurs de la ligue. Free réalise 20,3 points de moyenne par match en treize saisons en NBA. Sa meilleure saison est la saison 1979-1980 avec les Clippers, inscrivant 30,2 points par match, 4,2 passes décisives et 3,5 rebonds en 68 matchs. Il est élu All-Star cette saison-là.
Le 28 août 1980, il est transféré aux Warriors de Golden State contre Phil Smith et un premier tour de draft 1984 (Lancaster Gordon est sélectionné).
Le 15 décembre 1982, il est transféré aux Cavaliers de Cleveland contre Ron Brewer.
Le 30 décembre 1986, il signe un contrat de vétéran avec les Sixers de Philadelphie. Les Cavaliers reçoivent un second tour de draft 1990 (Stefano Rusconi est sélectionné) en compensation.
Le 4 mars 1987, les Sixers libèrent Free.
Free joue aussi en United States Basketball League (USBL) pour les Tropics de Miami. Il est nommé "USBL Man of The Year" en 1986, les Tropics de Miami remportant le titre de champions.
Son passage en USBL a lieu l'été avant que Free ne rejoigne les Rockets de Houston en tant qu'agent libre, le 1er octobre 1987, pour la saison 1987-1988, ce qui est sa dernière saison NBA. Sa meilleure performance lors de cette saison a lieu le 12 novembre 1987, quand il inscrit 38 points contre les Kings de Sacramento à l'Arco Arena aidant les Rockets à remporter la victoire.
En 1980, il change légalement son nom en World.
Actuellement, Free est directeur des relations avec la communauté chez les Sixers de Philadelphie ou comme "Ambassadeur du Basketball", où parmi d'autres choses, il accueille les fans lors des matchs à domicile des 76ers dans sa garde-robe flamboyante. World dirige le "Summer Hoops Tour" des 76ers.
Le 30 novembre 2005, World B. Free est honoré en tant que Cleveland Cavaliers Legend à la mi-temps d'un match contre les Clippers de Los Angeles.
Dick Vitale utilise son nom en NCAA pour donner son nom à un trophée pour le meilleur nom.
Le 10 août 2006, les Sixers de Philadelphie annoncent que World B. Free assume de nouvelles fonctions en tant que directeur du développement des joueurs.

## Palmarès
- NBA All-Star (1980)
- All-NBA Second Team (1979)

## Statistiques
gras = ses meilleures performances

### Universitaires
Statistiques en université de World B. Free
| Saison    | Équipe        | Matchs | % Tir | % LF | Rbds/m. | Pts/m. |
| --------- | ------------- | ------ | ----- | ---- | ------- | ------ |
| 1972-1973 | Guilford (en) | 33     | 47,6  | 70,5 | 5,8     | 21,1   |
| 1973-1974 | Guilford      | 24     | 47,4  | 73,3 | 8,3     | 24,9   |
| 1974-1975 | Guilford      | 28     | 50,8  | 74,9 | 5,8     | 25,4   |
| Carrière  | Carrière      | 85     | 48,5  | 73,1 | 6,5     | 23,6   |

### Professionnelles

#### Saison régulière
gras = ses meilleures performances
Statistiques en saison régulière de World B. Free
| Saison        | Équipe        | Matchs | Titul. | Min./m | % Tir | % 3pts | % LF | Rbds/m. | Pass/m. | Int/m. | Ctr/m. | Pts/m. |
| ------------- | ------------- | ------ | ------ | ------ | ----- | ------ | ---- | ------- | ------- | ------ | ------ | ------ |
| 1975-1976     | Philadelphie  | 71     | 5      | 15,8   | 44,8  | —      | 60,2 | 1,8     | 1,5     | 0,5    | 0,1    | 8,3    |
| 1976-1977     | Philadelphie  | 78     | 37     | 28,9   | 45,7  | —      | 72,0 | 3,0     | 3,4     | 1,0    | 0,3    | 16,3   |
| 1977-1978     | Philadelphie  | 76     | 5      | 27,0   | 45,5  | —      | 73,1 | 2,8     | 4,0     | 0,9    | 0,5    | 15,7   |
| 1978-1979     | San Diego     | 78     | 76     | 37,9   | 48,1  | —      | 75,6 | 3,9     | 4,4     | 1,4    | 0,4    | 28,8   |
| 1979-1980     | San Diego     | 68     | 65     | 38,0   | 47,4  | 36,0   | 75,3 | 3,5     | 4,2     | 1,2    | 0,5    | 30,2   |
| 1980-1981     | Golden State  | 65     | 63     | 36,5   | 44,6  | 16,1   | 81,4 | 2,4     | 5,6     | 1,3    | 0,2    | 24,1   |
| 1981-1982     | Golden State  | 78     | 78     | 35,8   | 44,8  | 17,9   | 74,0 | 3,2     | 5,4     | 0,9    | 0,1    | 22,9   |
| 1982-1983     | Golden State  | 19     | 18     | 36,8   | 45,1  | 0,0    | 71,1 | 2,3     | 4,7     | 0,8    | 0,2    | 22,8   |
| 1982-1983     | Cleveland     | 54     | 51     | 35,9   | 45,8  | 35,7   | 74,7 | 2,9     | 3,7     | 1,5    | 0,2    | 24,2   |
| 1983-1984     | Cleveland     | 75     | 71     | 31,7   | 44,5  | 31,9   | 78,4 | 2,9     | 3,0     | 1,3    | 0,1    | 22,3   |
| 1984-1985     | Cleveland     | 71     | 50     | 31,7   | 45,9  | 36,8   | 74,9 | 3,0     | 4,5     | 1,1    | 0,2    | 22,5   |
| 1985-1986     | Cleveland     | 75     | 75     | 33,8   | 45,5  | 42,0   | 78,0 | 2,9     | 4,2     | 1,2    | 0,3    | 23,4   |
| 1986-1987     | Philadelphie  | 20     | 2      | 14,3   | 31,7  | 22,2   | 76,6 | 1,0     | 1,5     | 0,3    | 0,2    | 5,8    |
| 1987-1988     | Houston       | 58     | 0      | 11,8   | 40,9  | 22,9   | 80,0 | 0,8     | 1,0     | 0,3    | 0,1    | 6,4    |
| Carrière      | Carrière      | 886    | 596    | 30,4   | 45,6  | 33,7   | 75,3 | 2,7     | 3,7     | 1,0    | 0,3    | 20,3   |
| All-Star Game | All-Star Game | 1      | 1      | 21,0   | 53,8  | —      | 0,0  | 3,0     | 5,0     | 0,0    | 1,0    | 14,0   |

#### Playoffs
Statistiques en playoffs de World B. Free
| Saison   | Équipe       | Matchs | Titul. | Min./m | % Tir | % 3pts | % LF | Rbds/m. | Pass/m. | Int/m. | Ctr/m. | Pts/m. |
| -------- | ------------ | ------ | ------ | ------ | ----- | ------ | ---- | ------- | ------- | ------ | ------ | ------ |
| 1976     | Philadelphie | 3      | 0      | 20,7   | 39,3  | —      | 76,9 | 0,3     | 1,7     | 1,0    | 0,0    | 10,7   |
| 1977     | Philadelphie | 15     | 0      | 18,7   | 37,1  | —      | 68,8 | 2,1     | 1,9     | 0,8    | 0,5    | 11,9   |
| 1978     | Philadelphie | 10     | 0      | 26,8   | 41,1  | —      | 72,8 | 3,1     | 3,7     | 0,4    | 0,6    | 16,1   |
| 1985     | Cleveland    | 4      | 4      | 37,5   | 44,1  | 0,0    | 92,0 | 2,5     | 7,8     | 1,5    | 0,0    | 26,3   |
| 1988     | Houston      | 2      | 0      | 6,0    | 0,0   | 0,0    | —    | 1,0     | 0,5     | 0,0    | 0,0    | 0,0    |
| Carrière | Carrière     | 34     | 4      | 22,7   | 39,8  | 0,0    | 74,0 | 2,2     | 3,0     | 0,7    | 0,4    | 14,0   |

## Pour approfondir
- Liste des meilleurs marqueurs en NBA en carrière.
- Liste des meilleurs tireurs de lancers francs en NBA en carrière.